# オプス・デイ
オプス・デイ (羅語：Opus Dei) は、キリスト教のローマ・カトリック教会の組織のひとつ、属人区である。カトリック信者が世俗社会での自らの職業生活を通して、自己完成と聖性を追求することを目的にしており、仕事や家庭生活など、日常生活のあらゆる場面において、キリストと出会うように援助する組織。創立者は、聖ホセマリア・エスクリバー（1902年-1975年）である。
本部庁舎は、ローマ市ヴィアレ・ブルノ・ブオッツィ75番（Viale Bruno Buozzi 75）に位置する。

## 概要

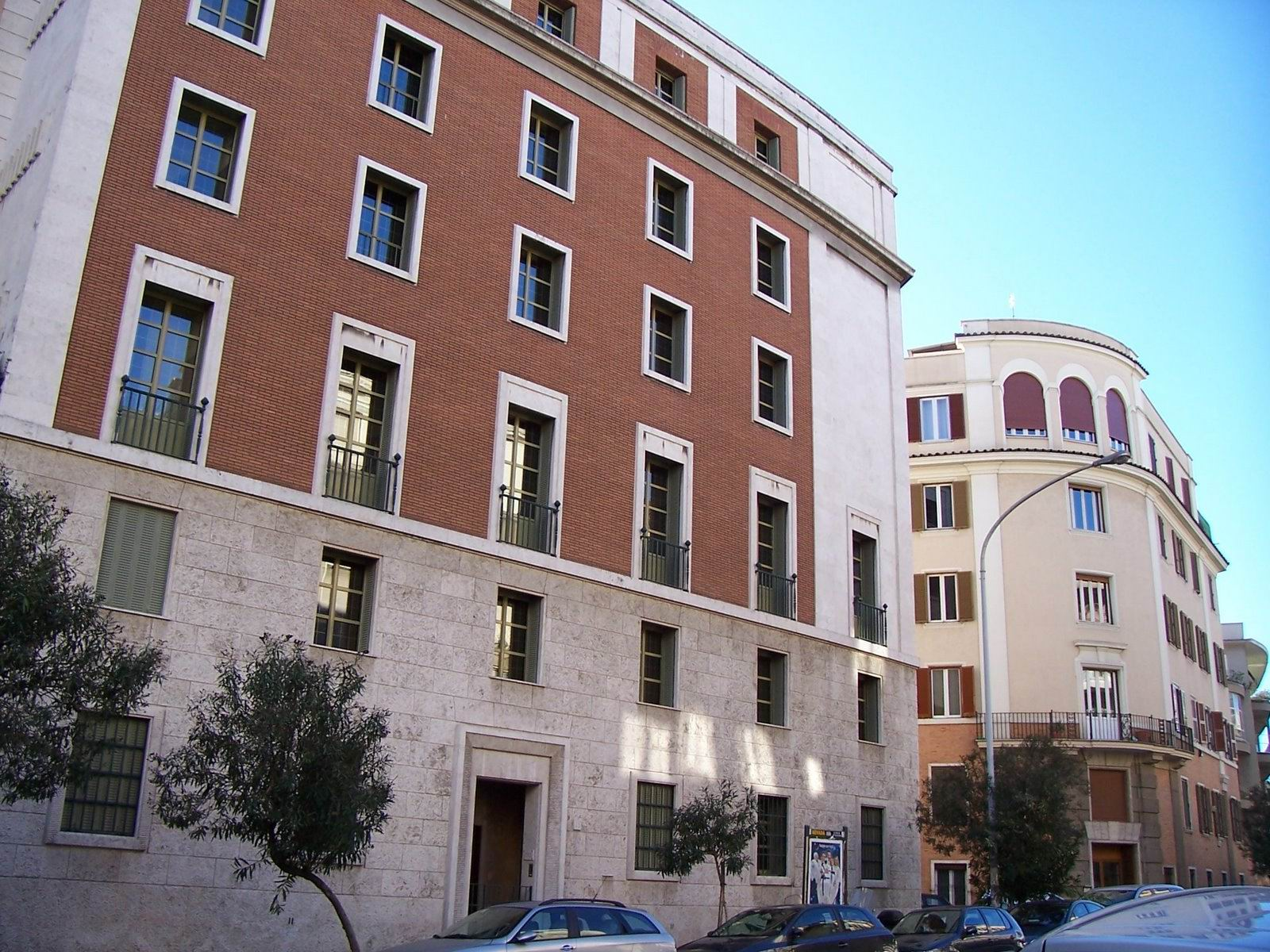
オプス・デイ本部（ローマ）

名称の由来
オプス・デイとはラテン語で「神の業」（「Opus」が「業」、「Dei」が「神の」）を意味する。正式名は「属人区聖十字架とオプス・デイ」（ラテン語：Praelatura Sanctae Crucis et Operis Dei）。
歴史
オプス・デイは、ホセマリア・エスクリバーにより1928年10月2日にスペインで創設された。マドリード司教の認可に続き、1947年にローマ教皇の認可を受け、スペイン国外にも広がる。1982年に教皇によって属人区として設置され、今日に至る。創立者のホセマリア・エスクリバーは死後わずか30年での列聖（2002年）が異例の早さとして話題となった。
創立者
聖ホセマリア・エスクリバー（1902年 - 1975年）
代表者（属人区長）
司祭フェルナンド・オカリス・ブラーニャ師（1944年 - 現在）
本部
平和の聖マリア教会（属人区長教会）
Viale Bruno Buozzi 75, 00197（ローマ）
国際センター（男子）・国際神学校
聖十字架ローマ学院 / Centro Internazionale Cavabianca
Via di Grottarossa 1375, 00189（ローマ）
国際センター（女子）
聖マリア・ローマ学院 / Centro Internazionale Villa Balestra
Via dei Monti Parioli 31, 00197（ローマ）
信者数・分布
2020年現在、所属している信者は約93,400名（女性57%、男性43%）で、80ヶ国以上の人々からなっている。そのうち、1,957名の司祭が属人区に所属しているが、大半（９万人以上）が男女の信徒である：。なお、日本の信者数は約250名。メンバーの出身地域は：
- アフリカ　　4%
- アメリカ　　34%
- アジア　　　4%
- ヨーロッパ　57%
- オセアニア　1%

日本での活動
1958年（昭和33年）に活動を開始、現在は兵庫県芦屋市に地域総代理（日本支部）を置いている。

## 精神的特徴

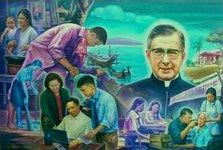
働く人々に囲まれたホセマリア・エスクリバー

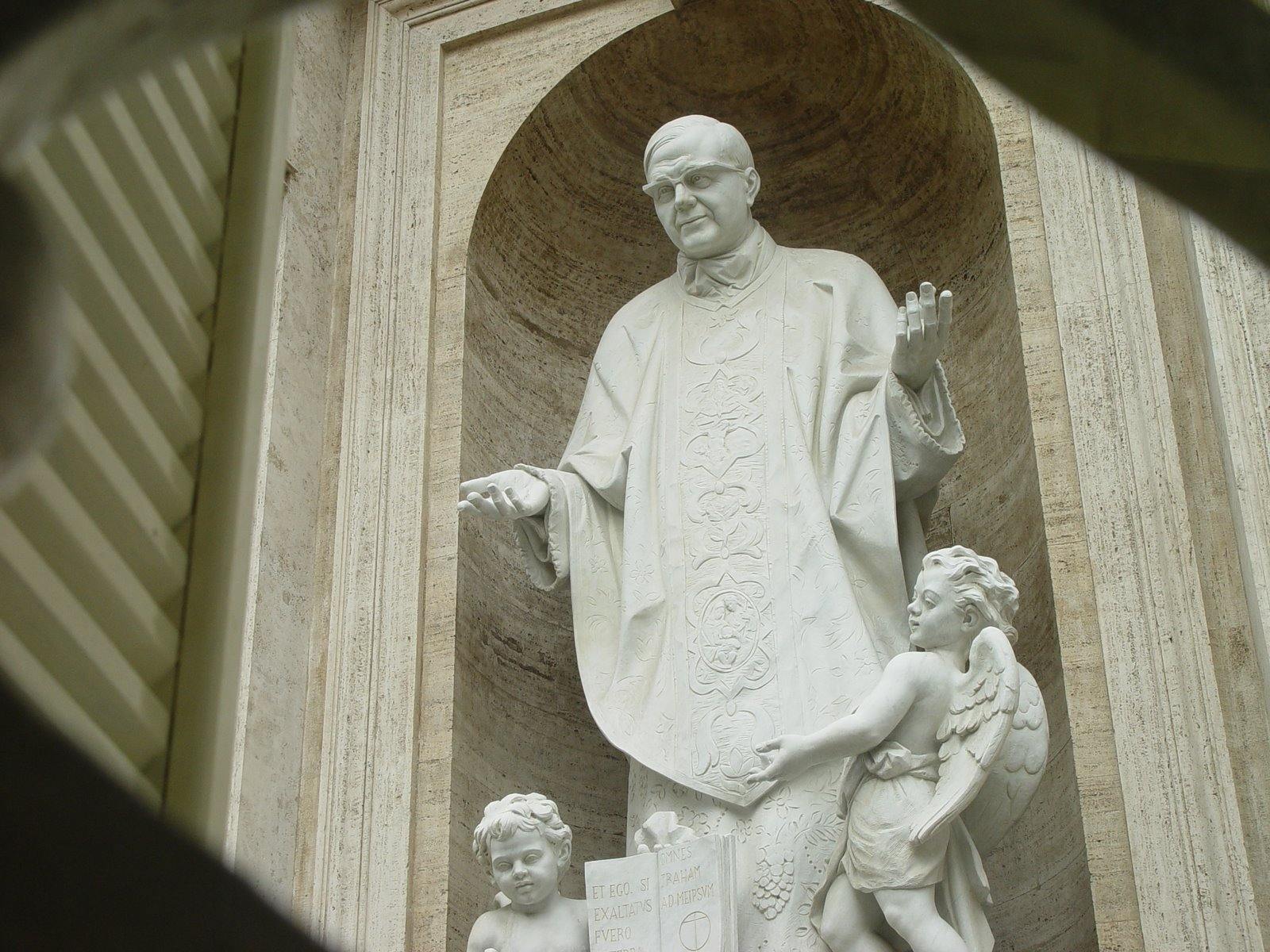
聖ペトロ大聖堂（バチカン）外壁にある聖ホセマリア像

仕事を始めとする日常生活のすべてを聖化し、信仰に100%合致した生き方を送るよう、あらゆる条件、身分の信者を励ますことが目的である。神との親子関係とミサを精神的な基盤とし、社会の中で観想生活を営む。自由を尊重し、愛徳と協調をもってイエス・キリストを伝えることなどが挙げられる。また、日常の仕事を神と隣人の為に心を尽くして果たし、仕事を聖化することを務めとしている。
オプス・デイの精神の特徴：
- 神との父子関係

洗礼によって人は神の子となる。キリスト教のこの基本的な真理は、オプス・デイの精神の中でも根本的なものである。創立者は、「神との父子関係はオプス・デイの精神の根本です」と教えていた。オプス・デイの提供する形成を受けている信者は、神の子としての身分を生き生きと自覚し、それに従って日々の生活を営む。それは、神の摂理に対する信頼、（複雑でないという意味での）単純な心、人間の尊厳への尊重、兄弟愛、キリスト者として神が望まれるような世界を目指しながら現実に即した本物の愛を持ち、落ち着きと楽観をもって生きることに表れる。
- 日常生活

「神に仕え、すべての人々に仕えながら、自分自身を聖化すべき場所は、この世のもっとも物質的な事柄においてなのです」。聖ホセマリアはこのように教えていた。家庭、結婚生活、仕事、日々の務めは、愛徳、忍耐、謙遜、勤勉、正義、喜びなどの諸徳を実践することによって、イエス・キリストと出会い、キリストに倣う機会となるのである。「皆さん、兄弟である人々のいるところ、希望の実現をめざし、仕事に従事し、愛情を捧げるところ、これこそ皆さんが日々キリストと出会う所です。この世の最も物質的なものの真っ只中こそ、神と人々に仕えつつ自らを聖化すべきところです。」（聖ホセマリア、説教「愛すべき天地」1967年）
- 仕事の聖化

仕事において聖性を追求するとは、プロ意識とキリスト者としての自覚をもって、仕事をより良く成し遂げること。つまり、神への愛と人々への奉仕として、仕事を果たすことである。このようにして、日常の仕事はキリストと出会う場へと変わるのである。
- 祈りと犠牲

オプス・デイの精神は、日常生活を聖化するための努力を持続することができるよう、祈りと償いに励むよう勧める。そこで、オプス・デイの信者は、念祷や毎日のミサ聖祭、ゆるしの秘跡、ロザリオ、霊的読書、福音書の黙想などを生活に組み入れて熱心に実行する。中でも聖母信心を大切にする。イエス・キリストに倣うために犠牲を実行するが、特に義務を果たしやすくする犠牲や人々の生活をもっと快くするための犠牲、さらに小さな満足を放棄することや教会が一般的に薦める断食、献金を大切にしている。
- 生活の一致

創立者は、社会で働くキリスト者は「一方では、内的生活、神との関係を保つ生活を営み、他方では、それとは関わりがないように過ごす全く別な家庭生活や職業、社会生活を送るというような二重生活をすべきではありません」と語ってた。そして、「あるのはただ一つ、霊と肉からなる生活です。このたった一つの生活が、霊魂と体ともに、聖化され、神に満ちたものとなるべきなのです」と、教えていた。
- 自由を愛する

オプス・デイの信者は他の市民、自分と同等の人々とまったく同じ権利を享受し、同じ義務を負っている。政治や経済、文化においては自由に、また個人的に責任をもって行動し、自らの決定に関しては教会やオプス・デイを巻き込むことはない。また、それを信仰に合致した唯一の決定と主張することもない。他人の自由と意見を尊重する。
- 愛徳

キリストを知る人は宝を見つけたのであり、この宝を他の人々と分かち合わずにいられないものである。キリスト信者はイエス・キリストの証し人であって、キリストの希望の教えを、模範とことばを通して、親戚や友人、同僚の間で広めていく。創立者は、「同僚や友人、親戚たちと同じ望みをもって、共に働くとき、私たちは彼らをキリストのもとへと導くことになるのです」と教えていた。キリストを人々に知らせたいという熱意があれば、自然に人々の物質的な必要を満たす努力や周囲の社会問題を解決したいという望みとなって表れる。

## 組織

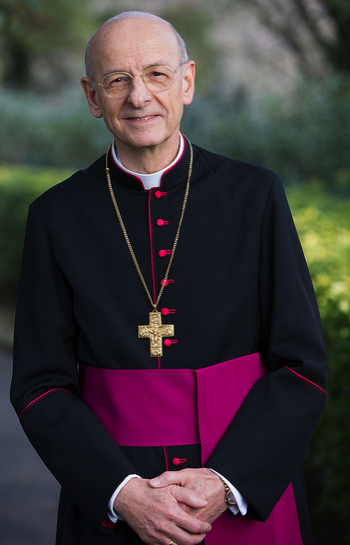
現在の属人区長、オカリス師

属人区という形態
区分の基準が「地域」によって分けられる従来の教区とは異なり、移民や職業・典礼等の地理的ではない基準で分けられるのが属人区（読み:「ぞくじんく」、羅語：praelatura personalis／ 英語：personal prelature）に相当する。いわゆる修道会とも異なる。1965年の第2バチカン公会議で、従来の教区に加えて新しい法形態として属人区の将来的な設置が可能であると定められた。パウロ6世とその後継者により、オプス・デイを属人区とする可能性が検討され始め、1969年から1981年にかけて聖座とオプス・デイが参加したうえで属人区になるための準備作業が行われた。その結果、1982年に教皇ヨハネ・パウロ2世が公布した使徒憲章「Ut sit（ウット・シット）」の中でオプス・デイは属人区として認められた。同時にオプス・デイの代表（当時は「総長」）であったアルバロ・デル・ポルティーリョが同教皇により属人区長に任命された。創立者ホセマリア・エスクリバーが帰天してから7年後のことであった。
現在、属人区はオプス・デイのみであるが、近年カトリック教会に改宗した元聖公会の信者の司牧と霊的世話のため、2009年に属人教区（羅語：ordinariatus personalis / 英語：personal ordinariate）という新しい法形態が聖座によって設置された。これも、属人教区長、司祭団、信徒によって構成されており、教会法面では属人区と同じ形態と言える。日本の元聖公会信者（信徒）も司祭（東京・広島在住）も数人おり、オーストラリアに本部を置く「南十字星の聖母の属人教区」（英語：Personal Ordinariate of Our Lady of the Southern Cross）に属している。組織としての精神や設置の理由は違うが、これもオプス・デイと同様に、カトリック教会の枠内にありながら、「地理」という区分を越えて、教区と連携し、信者の司牧や世界の福音化を目的として聖座によって設置されたものである。
教区との関わり
オプス・デイは教区長（司教）が事前に同意しない限り、その教区内での属人区としての使徒職を行わないことを規定している。このように属人区の活動は教区（地域）の活動と調和される形で行われている。
法律
上述の使徒憲章「Ut Sit（ウット・シット）」、その後に改正された教会法（294条-297条に属人区に関する基本的な規定が含まれている）、そして属人区オプス・デイの固有法に則って運営されている。
本部組織
属人区長は終身制、その他の役職は任期制である。階級はない。
- 属人区長 - 代表、ローマ教皇により任命される。
- 属人区長代理者 - 副代表
- 属人区司祭団
- 中央委員会（女性信者によって構成される）- ローマにあり、本部委員会とともにオプス・デイの運営に協力。
- 本部委員会（男性信者によって構成される）- ローマにあり、中央委員会とともにオプス・デイの運営に協力。

地域組織
本部組織同様、階級はない。
- 地域総代理 - 地域の代表
- 地域委員会（女性信者によって構成される）
- 地域委員会（男性信者によって構成される）

総会
通常8年ごとに開催される。属人区の使徒的事業の検討・研究、将来的な司牧活動方針の提案、委員の更新等が行われる。
信徒の構成員
男女のカトリック信徒。身分や貧富を問わず、あらゆる文化や国籍の男女がオプス・デイに属している。
- ヌメラリ - 使徒職に専念するよう神の召し出しを受けた独身者。センターで家族的な共同生活を送る。
- アソシエイト - 家族と一緒に生活する独身者、または専門職上の都合で別の場所に生活している独身者。
- スーパーヌメラリ - 既婚者。オプス・デイ信者の約70%を占める。

センター
上述のヌメラリが家族的な共同生活を送る場所としてセンター（男女別）がある。各センターに1名の信徒ディレクターと2名の委員で構成される委員会が設置されている。またヌメラリに特定の司牧的世話を提供するために、司祭団の中からセンター1ヶ所あたり1名の司祭（神父）が任命・配属される。ミサなどの儀式を行う聖堂も設置されている。
日本では兵庫県芦屋市、京都府京都市、大分県大分市、長崎県長崎市にセンターが設置されている。
聖十字架司祭会
1943年に発足。オプス・デイの属人区長が会長を務める。
世界に約4,000名の会員がおり、叙階される前からオプス・デイのメンバーであった司祭と、オプス・デイに所属を希望する教区の司祭・助祭から成る。

## 所属
オプス･デイに所属するには、超自然的召し出し（召命）が必要である。全生涯を神への奉仕と、すべての人は仕事と日常生活を通して聖性に至ることができるという教えを広めるために、神に招かれていることが必要なのである。オプス･デイに所属したとしても、普通の市民でありカトリック信者であることに変わりはない。それまでと同じように司教区に属しており、政治的あるいは宗教的、文化的な活動を自由に行う。属人区オプス･デイと交わす約束は契約の性格を持つものであって、修道会に固有な清貧・貞潔・従順からなる誓願ではない。
オプス･デイへの所属によってそれまでの仕事や社会生活が変わることもない。世間から離れて生活するのではなく、まさしく世間の真っ只中で生きるのである。オプス･デイの召命は、日々、家庭や街中、職場において神と出会うことにあるからである。こうして、神と共に生きる喜びを人々に伝えていくのである。したがって、オプス･デイが、所属する信者たちに励ますことは、彼ら自身が聖性を追求するとともに、彼らの関わる人々が、仕事や困難、日々の単調な仕事といった小さな事柄において聖性を追求するように助けることである。オプス･デイのメンバーは、普通のカトリック信者であり、自分の受けた召命を自然さをもって生きる。不必要に召命を見せびらかすこともしなければ、オプス･デイに属していることを隠すこともしない。オプス･デイのメンバーたちの仕事振りやキリスト教の信仰を伝える熱意には、彼らが神と交わした約束が反映している。

## 歴代の代表者・属人区長
| 代                          | 肖像 | 氏名                                                                 | 出身地・国籍                         | 任期                                                            | 列福・列聖                                                                                                |
| --------------------------- | ---- | -------------------------------------------------------------------- | ------------------------------------ | --------------------------------------------------------------- | --- |
| 創立者 （初代総長）         |      | ホセマリア・エスクリバー・デ・バラゲル Josemaría Escrivá de Balaguer | スペイン バルバストロ                | 1928年から1975年まで （48年間）                                 | ・列福:1992年5月18日 （福者ホセマリア・エスクリバー） ・列聖:2002年10月6日 （聖ホセマリア・エスクリバー） |
| 初代 属人区長 （第2代総長） |      | アルバロ・デル・ポルティーリョ Álvaro del Portillo                   | スペイン マドリード                  | 1975年から1994年まで （19年間） （※属人区長としては1982年より） | ・列福:2014年9月27日 （福者アルバロ・デル・ポルティーリョ）                                               |
| 第2代 属人区長              |      | ハビエル・エチェバリーア・ロドリゲス Javier Echevarría Rodríguez     | スペイン マドリード                  | 1994年から2016年まで （22年間）                                 | |
| 第3代 属人区長              |      | フェルナンド・オカリス・ブラーニャ Fernando Ocáriz Braña             | スペイン （出生地は フランス・パリ） | 2017年から現職                                                  | |

## メンバーの列聖手続き
現在、列聖手続きが既に始まっているオプス・デイの信者が数名いる（2021年現在、計18名）。司教と司祭、聖職者と男女信徒であり、医者、主婦、学生、大学教授、弁護士、エンジニアなど様々な職業の人がいる。出身国はスペイン、スイス、アルゼンチン、グアテマラ、ブラジル、メキシコである。

【司教 3名】
- 福者アルバロ・デル・ポルティーリョ (Álvaro del Portillo、1914年 - 1994年）：スペイン出身のエンジニア。オプス・デイの初期メンバーであり、ホセマリア・エスクリバーの後継者。2014年、マドリードで列福された。
- アドルフォ・ロドリゲス・ビダル（Adolfo Rodríguez Vidal、1920年 - 2003年）：スペイン出身のエンジニア。チリでオプス・デイの活動を始め、のちにロス・アンヘレス教区（チリ）の司教を務めた（1988年 - 1994年）。
- ファン・ラレア・オルギン（Juan Larrea Holguín、1927年 - 2006年）：エクアドル出身の法律学者、エクアドル生まれの最初のオプス・デイの信者であり、 のちにエクアドルのグアヤキル教区の大司教を務めた（1989年 - 2003年）。

【司祭 2名】
- ホセ・マリア・エルナンデス・ガルニカ (José María Hernández Garnica、1913年 - 1972年）：スペイン出身のエンジニア・司祭。鉱山工学、自然科学、神学の博士号を持っており、1944年に司祭に叙階された。欧州諸国での司牧に従事することになり、イギリス、アイルランド、フランス、オーストリア、ドイツ、スイス、ベルギー、オランダの各国で働き、多くの病気を患ったが、犠牲の精神で耐え忍び、とりわけ、1年間に渡った最後の闘病生活を英雄的に捧げた。
- ホセ・ルイス・ムスキス（José Luis Múzquiz、1912年 - 1983年）：スペイン出身のエンジニア・司祭。アメリカ合衆国でオプス・デイの活動を始めた。

【男女の信徒 13名（2組の夫婦を含む）】

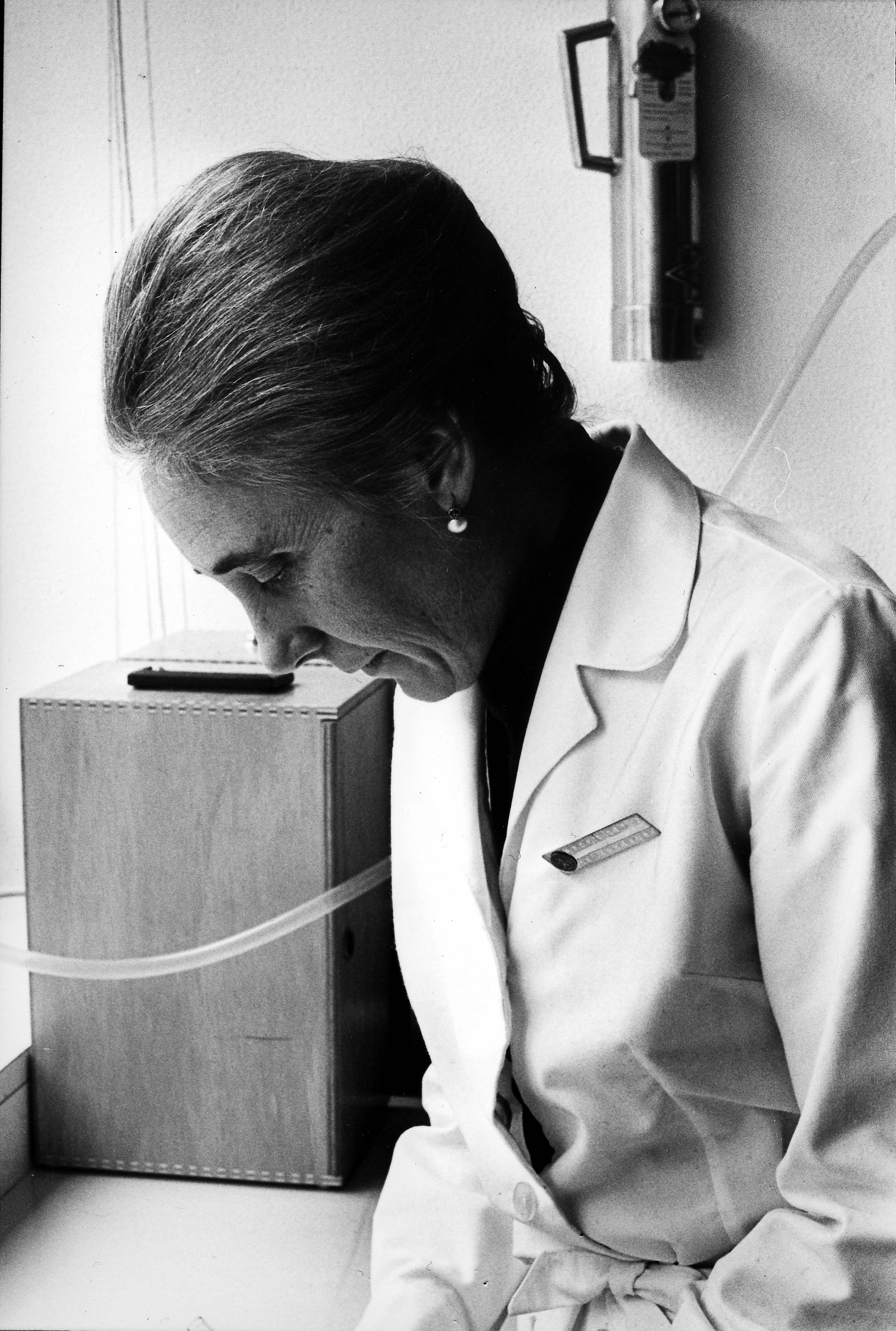
福者グアダルーペ・オルティス（1916年-1975年）

- 福者グアダルーペ・オルティス・デ・ランダスリ（Guadalupe Ortiz de Landázuri、1912年 - 1975年）：スペイン出身の化学研究者。オプス・デイの初期女性メンバーであり、スペイン、メキシコ、イタリアで活躍した。同じく列聖調査中のエドゥアルド・オルティス・デ・ランダスリの妹である。2019年に列福されることによって、「福者」となった[23][24]。
- 尊者モンツェ・グラセス（Montse Grases、1941年 - 1959年）：スペイン・バルセロナ出身の学生。英雄的とも言える剛毅をもって、非常な痛みを伴う病気（癌）の苦しみを受け入れ、17歳時に死去[25]。
- 尊者イシドロ・ソルサノ（Isidoro Zorzano、1902年 - 1943年）：ブエノスアイレス（アルゼンチン）出身のエンジニア。マドリード（スペイン）にて死去。長期に渡った病気を剛毅と喜びをもって耐え、聖性のほまれのうちに帰天した。
- トニ－・ツヴァイフェル（Toni Zweifel、1938年 - 1989年）：イタリア・ヴェローナにおいて、スイスの事業家の子として生まれ、チューリッヒ工科大学を卒業した。短期間の工場勤めをした後、チューリッヒ工科大学の熱力学研究所に参加し、様々な特許取得に貢献した。1972年、発展途上国の惨状に心を動かされ、それまでの研究職を辞し、賛同者とともにリンマット財団を設立した。トニーの指導のもと、当財団は17年に渡って、4大陸、30カ国を越える国々で、数多くの開発プロジェクト（家族生活、女性の地位向上、医療援助、若者の職業訓練など）を推進した。

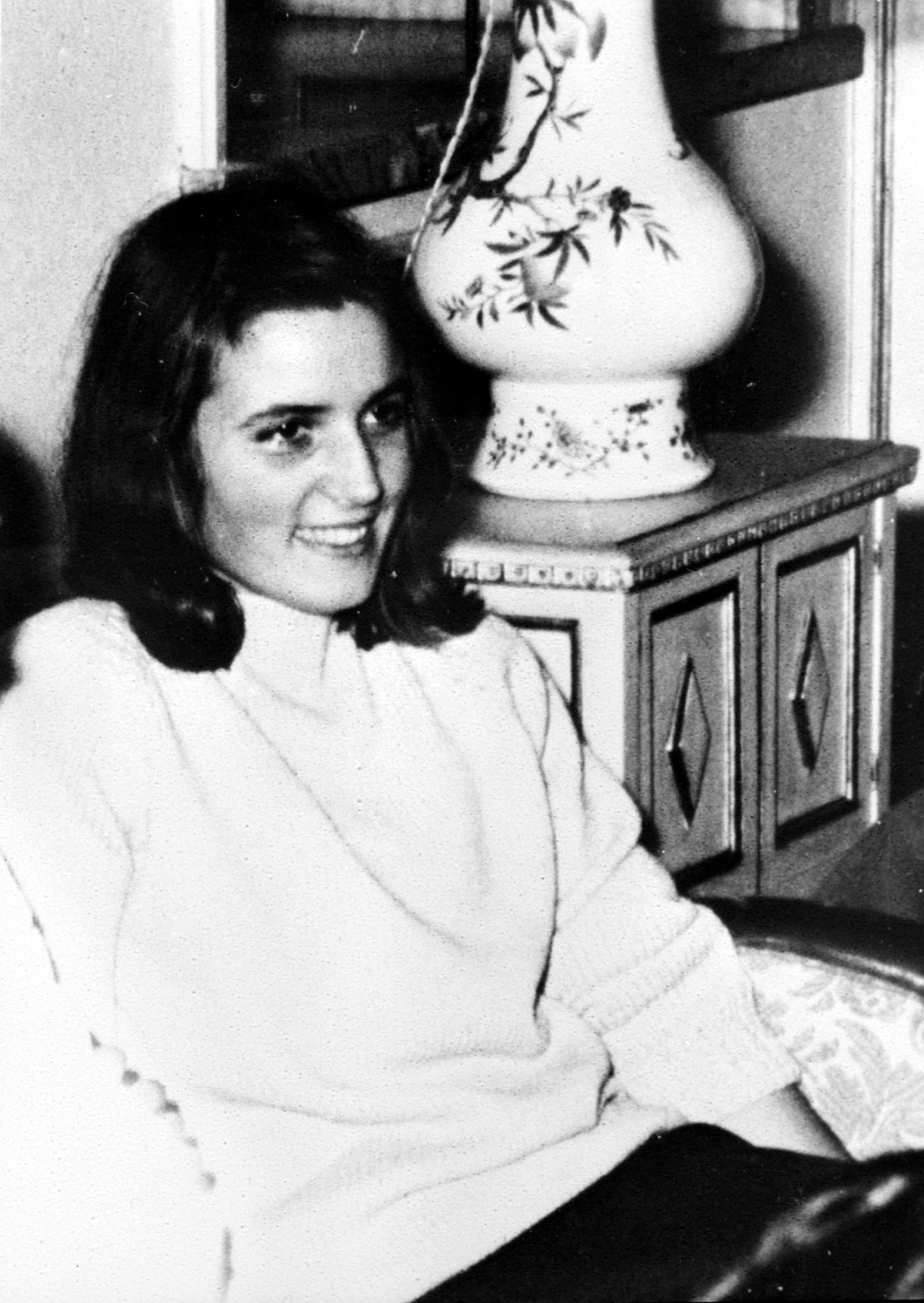
尊者モンツェ・グラセス（1941年 - 1959年）

- 尊者モンツェ・グラセス（1941年 - 1959年）エルネスト・コフィニョ（Ernesto Cofiño、1899年 - 1991年）：グアテマラ出身の医師、大学教授。グアテマラでの多くのNGOや社会福祉事業で活躍した。
- エドゥアルド・オルティス・デ・ランダスリ（Eduardo Ortiz de Landázuri、1910年 - 1985年）：スペイン人の大学教授・医師。妻ラウラと同様に列聖調査中。
- ラウラ・ブスカ（Laura Busca、1913年 - 2000年）：エドゥアルド・オルティス・デ・ランダスリ夫人、主婦。

- ドラ・デル・オヨ (Dora del Hoyo、1914年 - 2004年）：スペイン出身の家政婦。洗濯や掃除のような家事を通して平凡な生活の中で聖性を求めた。
- エンカルニータ・オルテガ・パルド（Encarnita Ortega Pardo、1920年 - 1995年）：オプス・デイの初期メンバーの女性
- トマス・アルヴィラ（Tomás Alvira、1906年 - 1992年）： 化学者
- パキータ・ドミンゲス（Paquita Domínguez、1912年 - 1994年）：トマス・アルヴィラ夫人。教師。
- マルセロ・エンリケ・カーマラ（Marcelo Henrique Câmara、1979年 - 2008年）：ブラジル出身の弁護士[26]。ドラ・デル・オヨ（1914年 - 2004年）

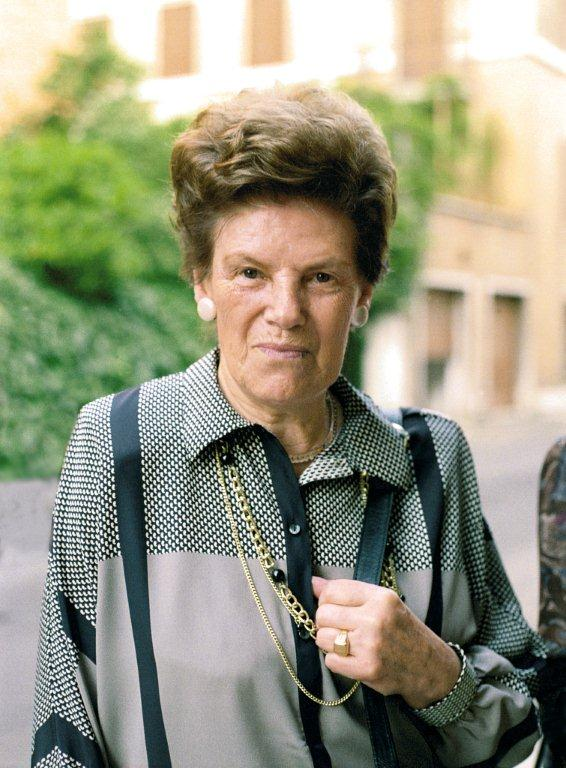
ドラ・デル・オヨ（1914年 - 2004年）

- アルツーロ・アルバレス・ラミレス（Arturo Álvarez Ramírez、1935年 - 1992年）：メキシコ人、グアダラハラ大学化学学部教授[27]。

## 沿革
- 1928年10月2日 - ホセマリア・エスクリバーがスペイン首都マドリードでオプス・デイを創立。
- 1933年 - オプス・デイの最初のセンター「DYAアカデミー」が開設される。主に大学生を対象とし、法学と建築学の授業を実施。
- 1936年 - スペイン内戦が勃発。
- 1939年４月 - ホセマリア・エスクリバー、マドリードへ戻る[28]。
- 1941年3月19日 - マドリード司教のレオポルド・エイホ・イ・ガライにより、最初の司教区認可が与えられる。
- 1943年2月14日 - 聖十字架司祭会が誕生。
- 1946年  - ホセマリア・エスクリバー、ローマに活動の場を移す。
- 1947年2月24日 - オプス・デイに最初の教皇認可が与えられる。
- 1948年6月29日 - 世界各国からローマに来るメンバーに特別形成を与えるため、聖十字架ローマ学院設立。オプス・デイの司祭を養成する神学校でもある。
- 1950年6月16日 - 教皇ピオ12世によりオプス・デイに最終認可が与えられる。
  - 既婚者が信者として加入すること、および教区司祭が聖十字架司祭会に加わることが可能となる。
- 1958年 - 日本での活動開始。
- 1965年 - 第2バチカン公会議において、司牧活動の円滑化を目的として従来の教区に加え、特殊教区および属人区を将来的に設置できることが定められる。
- 1969年 - ローマで、オプス・デイ臨時総会が開催される。属人区への移行が検討される。
- 1970年 - ホセマリア・エスクリバー、ヨーロッパや中南米で広範囲なカテケージス（信仰教育）を開始。
- 1975年6月26日 - ホセマリア・エスクリバーがローマで帰天。後継者としてアルバロ・デル・ポルティーリョが選出される。
- 1982年11月28日 - 教皇ヨハネ・パウロ2世により最初の属人区として認められる。アルバロ・デル・ポルティーリョが初代属人区長（プレラートゥス）に任命される。
- 1992年5月17日 - ホセマリア・エスクリバーが列福される（福者ホセマリア・エスクリバーとなる）。
- 1994年
  - 3月23日 - 初代属人区長アルバロ・デル・ポルティーリョがローマで帰天。
  - 4月20日 - ハビエル・エチェバリーア・ロドリゲスが教皇ヨハネ・パウロ2世により第2代属人区長として任命される。
- 2002年10月6日 - ホセマリア・エスクリバーが列聖される（聖ホセマリア・エスクリバーとなる）。
- 2014年9月27日 - アルバロ・デル・ポルティーリョがスペイン・マドリードで列福される。
- 2016年12月12日 - 第2代属人区長ハビエル・エチェバリーア・ロドリゲスがローマで帰天。
- 2017年1月23日 - フェルナンド・オカリス・ブラーニャ神父が教皇フランシスコにより第3代属人区長として任命される[21]。
- 2019年5月18日 - スペイン・マドリードにて、オプス・デイ初期の女性メンバーの一人であるグアダルーペ・オルティス・デ・ランダスリの列福式（福者グアダルーペ・オルティス・デ・ランダスリとなる）[29]。

## 各国での活動開始年

オプス・デイ拡大の歴史

1940年代
- 1945年 -  ポルトガル
- 1946年 -  イタリア、 イギリス
- 1947年 -  フランス、 アイルランド
- 1949年 -  メキシコ、 アメリカ合衆国

1950年代
- 1950年 -  チリ、 アルゼンチン
- 1951年 -  コロンビア、 ベネズエラ
- 1952年 -  ドイツ
- 1953年 -  グアテマラ、 ペルー
- 1954年 -  エクアドル
- 1956年 -  ウルグアイ、 スイス
- 1957年 -  ブラジル、 オーストリア、 カナダ
- 1958年 -  日本、 ケニア、 エルサルバドル
- 1959年 -  コスタリカ

1960年代
- 1960年 -  オランダ
- 1962年 -  パラグアイ
- 1963年 -  オーストラリア
- 1964年 -  フィリピン
- 1965年 -  ベルギー、 ナイジェリア
- 1969年 -  プエルトリコ

1970年代
- 1978年 -  ボリビア

1980年代
- 1980年 -  コンゴ共和国、 コートジボワール、 ホンジュラス
- 1981年 -  香港
- 1982年 -  シンガポール、 トリニダード・トバゴ
- 1984年 -  スウェーデン
- 1985年 -  台湾
- 1987年 -  フィンランド
- 1988年 -  カメルーン、 ドミニカ共和国
- 1989年 -  マカオ、 ニュージーランド、 ポーランド

1990年代
- 1990年 -  ハンガリー、 チェコ
- 1992年 -  ニカラグア
- 1993年 -  インド、 イスラエル
- 1994年 -  リトアニア
- 1996年 -  パナマ、 レバノン、 ウガンダ、 エストニア、 スロバキア
- 1997年 -  カザフスタン
- 1998年 -  南アフリカ共和国

2000年代
- 2003年 -  スロベニア、 クロアチア
- 2004年 -  ラトビア
- 2007年 -  ロシア
- 2009年 -  韓国、 ルーマニア、 インドネシア

2010年代
- 2011年 -  スリランカ

## 事業
スペインや中南米では、政治家や閣僚、著名な経済人の中にオプス・デイの信者が活動しているケースも多い。しかし、これは一社会人としての個人の自由な思想、信条のもとで活動しているもので、各個人がオプス・デイから霊的な指導を受けるものの、政治的な干渉を受けることはない。

### 教育事業

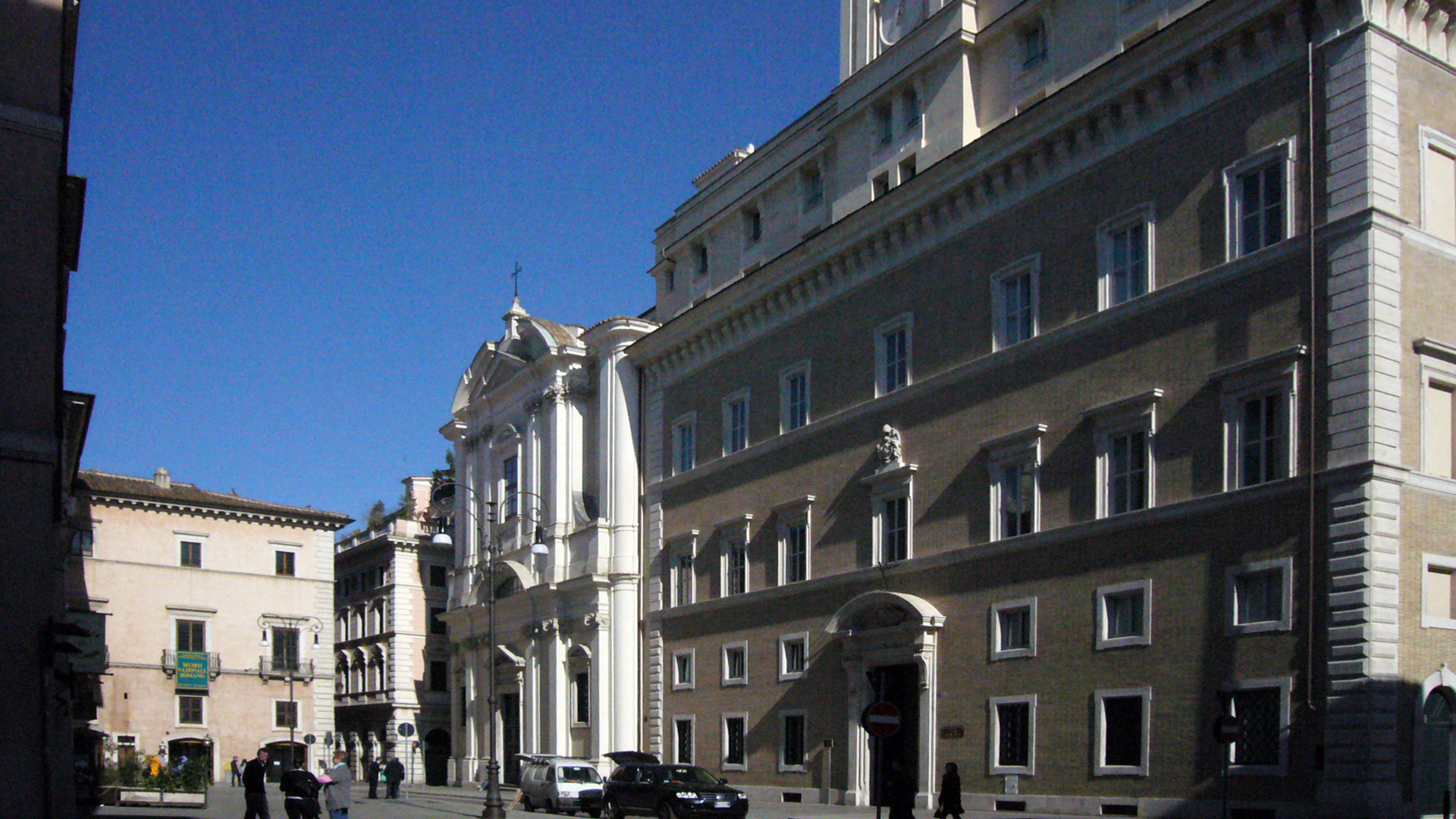
教皇庁立聖十字架大学（ローマ）

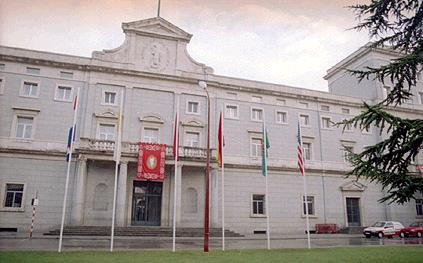
ナバラ大学

- ヨハネ・パウロ2世はローマ中心部に教皇庁立聖十字架大学（イタリア語表記: Pontificia Università della Santa Croce）を設立し、オプス・デイに大学の指導を委任している。
- 信徒が共同で、各種の教育事業等を行っているが、これらの活動において、オプス・デイは霊的な指導を行っているものの、施設の所有や運営等については関わることはない、とされている。
  -  ナバーラ大学 （スペイン）- Universidad de Navarra
  -  ガステルエタ校 （スペイン、男子校）- Colegio Gaztelueta
  -  レタマール校 （スペイン、男子校）- Colegio Retamar
  -  サンスエーニャ校（スペイン、女子校） - Colegio Sansueña
  - 長崎精道小学校・中学校（長崎県長崎市、女子校）
  - 精道三川台小学校・中学校・高等学校（長崎県長崎市、男子校）
  - 三川女子調理師学校（長崎県長崎市、女子校）
  -  レッドフィールド校 （オーストラリア、男子校） - en:Redfield College (NSW)
  -  タンガーラ校（オーストラリア、女子校）- Tangara School for Girls
  -  サウスリッジ校 （フィリピン、男子校） - en:PAREF Southridge School
  - ノースフィールド校（フィリピン、男子校）- en:PAREF Northfield School
  -  徳信中学 （香港、男子校）- 読みは「タクスン」、en:Tak Sun Secondary School
  -  ハイツ校 （アメリカ合衆国メリーランド州、男子校）- en:The Heights School (Maryland)
  -  ノースリッジ校（アメリカ合衆国イリノイ州、男子校）- en:Northridge Preparatory School
  -  オーククレスト校（アメリカ合衆国バージニア州、女子校）- en:Oakcrest School (McLean, Virginia)
  -  モンテレイ校 （メキシコ、男子校）
  -  ローズクロフト校（イギリス、女子校）- Rosecroft School
  -  ローズモント校（アイルランド、女子校）- Rosemont Secondary School for Girls

## ダ・ヴィンチ・コードによる誤解
小説『ダ・ヴィンチ・コード』（2003年）及び同名の映画（2006年）の中で、あたかもオプス・デイがカルト団体であるかのように扱われていたため、劇中の描写を真に受けてそのように考える誤解が発生した。しかし、オプス・デイは教皇庁から正式に認可を受けているカトリック教会の一組織であり、機関紙「ロマーナ」にはメンバーの移動にいたるまで詳しく公開されている。オプス・デイは「作品中に描かれているものはすべてフィクションである」との声明を出している。また中井俊已による『「ダ・ヴィンチ・コード」はなぜ問題なのか？』（グラフ社）が2006年に出版された。